# Aselecte steekproef
Een aselecte steekproef is in de statistiek een aantal onafhankelijke trekkingen uit dezelfde verdeling. Een aselecte steekproef wordt beschreven door een {\displaystyle n}-tal stochastische variabelen {\displaystyle X_{1},\ldots ,X_{n}}. De {\displaystyle n} trekkingen worden aselect uitgevoerd en zijn onderling onafhankelijk en gelijkverdeeld, dus is bij een aselecte steekproef van {\displaystyle X} de verdeling waaruit de steekproef afkomstig is de verdeling van {\displaystyle X}. De elementen van de steekproef zijn dan onafhankelijke kopieën van {\displaystyle X}.
Aselecte steekproeven spelen een belangrijke rol in de statistiek, enerzijds omdat vaak gegevens op deze manier worden verzameld en anderzijds omdat zulke steekproeven het gebruik van verschillende statistische methoden vereenvoudigen. Veel technieken gaan ervan uit dat een aselecte steekproef gegeven is en bepalen een geschikte steekproeffunctie, dus een functie van deze steekproef, als conclusie.